# Поважски-Иновец

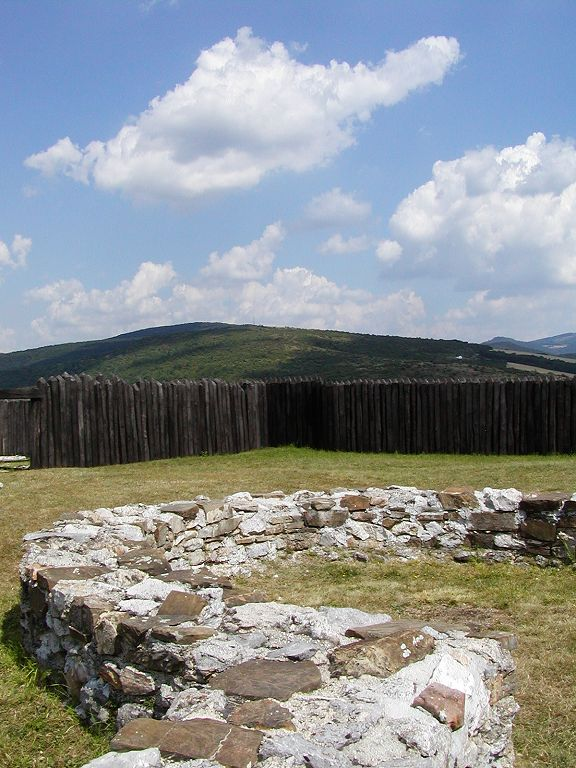
Великоморавское городище Костолец над Дуцовом

По́важски-И́новец или Поважский Иновец (словац. Považský Inovec) — горный хребет в западной Словакии в бассейне реки Ваг, часть Фатранско-Татранской области. Наивысшая точка — гора Иновец, 1042 метра. Растительность — в основном дубово-грабовые леса.

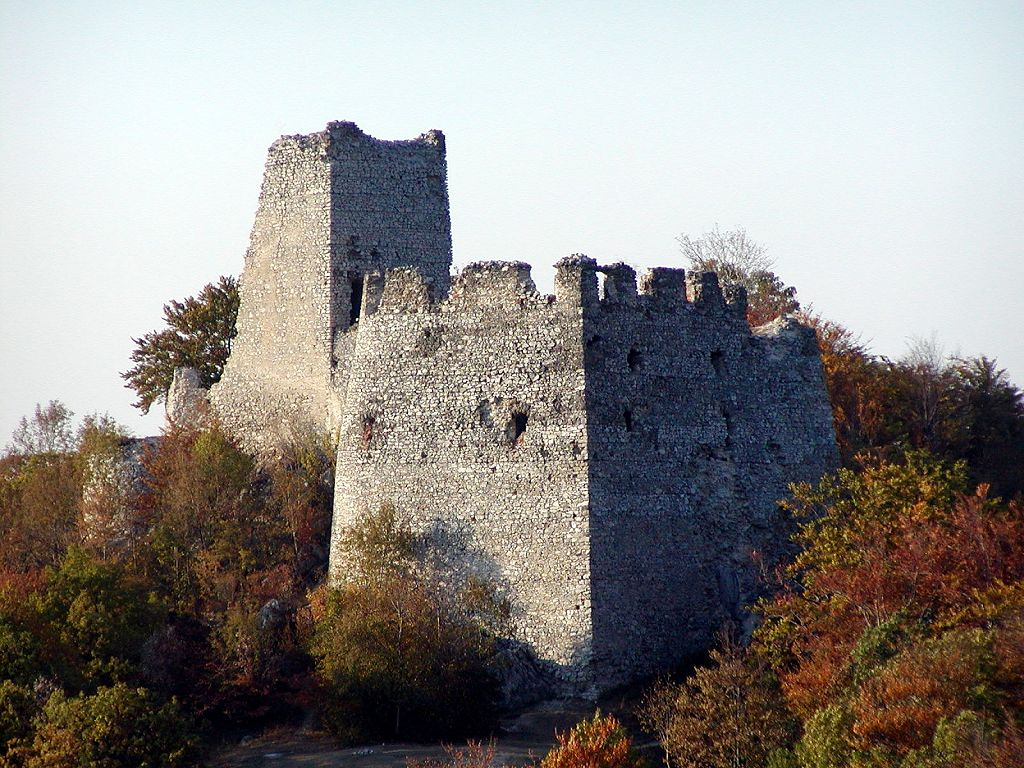
Развалины замка Тематин

## Достопримечательности
- Курорт Пьештяни
- Романская ротонда св. Георгия у Нитрьянской Блатницы
- Замки Тренчин, Глоговец
- Развалины замков Тематин, Топольчани, Бецков
- Городище Костолец времён Великой Моравии
- Горнолыжный центр Безовец
- Соколье скалы
- Пещера Чертова Пец, где были найдены следы первого пребывания человека на территории Словакии

## Туризм
В регионе есть несколько горнолыжных трасс умеренной сложности общей протяжённостью в несколько десятков километров. Наиболее популярные склоны, пригодные в том числе для подъёмов, — в районе селений Банка, Калница и Сельцы. Развалины замка Бецков пользуются популярностью у скалолазов.